# Larion Serghei
Larion Serghei, född den 11 mars 1952, död 5 november 2019, var en rumänsk kanotist.
Han tog OS-brons i K-2 500 meter i samband med de olympiska kanottävlingarna 1976 i Montréal.